# Esfingosina
A esfingosina (2-amino-4-octadeceno-1,3-diol) é um álcool aminado com uma cadeia hidrocarbonada insaturada, com um esqueleto de 18 átomos de carbono. É constituinte dos esfingolípidos, uma classe de lípidos de membranas celulares que inclui o fosfolípido esfingomielina.

## Funções

Estrutura do 1-fosfato de esfingosina.

A esfingosina pode ser fosforilada in vivo por duas cinases, a esfingosina cinase tipo 1 e a esfingosina cinase tipo 2. Esta fosforilação resulta na formação de 1-fosfato de esfingosina, que atua como um potente lípido de sinalização.

## Síntese

Síntese da esfingosina. A: Palmitoil-CoA; B: serina; C: desidroesfingosina; D: di-hidroesfingosina; E: esfingosina.

A esfingosina é sintetisada começando pela condensação de palmitoil-CoA e serina, que resulta em desidroesfingosina. Esta molécula é então reduzida pelo NADPH a di-hidroesfingosina, que é finalmente oxidada pelo FAD a esfingosina.